# Scirpophaga innotata
Scirpophaga innotata (tên tiếng Anh: Sâu bướm đục thân trắng lúa) là một loài bướm đêm thuộc họ Crambidae. Nó được tìm thấy ở Indonesia, Pakistan, Philippines và phía bắc nhiệt đới Úc.
Ấu trùng được xem là loài gây hại cho Oryza sativa.